# Ozzero
Ozzero là một đô thị ở tỉnh Milano, vùng Lombardia của Italia, khoảng 25 km về phía tây nam của Milano. Tại thời điểm ngày 31 tháng 12 năm 2004, đô thị này có dân số 1.337 và diện tích là 11,0 km².
Đô thịOzzero gồm cácfrazioni (đơn vị cấp dưới, chủ yếu là thôn làng) Soria vecchia and Bugo.
Ozzero giáp các đô thị: Abbiategrasso, Morimondo.